# Erioderma glabrum
Erioderma glabrum är en lavart som beskrevs av P. M. Jørg. Erioderma glabrum ingår i släktet Erioderma och familjen Pannariaceae.   Inga underarter finns listade i Catalogue of Life.